# シャノン姉妹
カリッサ・シャノンとクリスティーナ・シャノン（英: Karissa and Kristina Shannon、1989年10月2日 - ）はアメリカ合衆国の一卵性双生児の女性アダルトモデルである。プレイメイトとして知られている。

## 経歴
2008年に雑誌『プレイボーイ』の創設者ヒュー・ヘフナーは新しい彼女3人の内の2人がシャノン姉妹であると明かした。彼女らは同年10月にプレイボーイマンションを出たブリジェット・マルクヮルト、ケンドラ・ウィルキンソンの後釜であった。もう1人の彼女であるクリスタル・ハリスはヘフナーとベッドを共有する「No.1の彼女」としてホリー・マディソンの後を継いだ。彼と交際した事で彼女らはE!のリアリティ番組『ガール・ネクスト・ドア』への出演を始めた。初日は240万人が視聴し、番組で最も高い視聴率を叩き出したが、それから5週間後には視聴者は91万人に減った。カリッサは、ヘフナーの彼女という地位はヘフナーとの関係がより楽しくロマンスな方向に向かうものではなく、むしろ番組出演の機会を得る為のものだったと述べている。2010年1月14日にヘフナーは姉妹が彼の承認の下、プレイボーイマンションを出て行った事を明かした。しかし、彼女らは『ガール・ネクスト・ドア』への出演を続けた。
2009年、"夏号"と題された7月・8月合併号『プレイボーイ』でカリッサとクリスティーナはプレイメイトに選出された。姉妹は雑誌で見開き2ページに同時に載った。彼女らは同誌に現れた6組目の一卵性双生児だが、2つの異なった月のプレイメイトとなったのは彼女らが初である。イギリスの新聞『デイリー・テレグラフ』によると同誌が合併号になったのは、プレイボーイ社の利益の重大な損失（2000年の10億ドルから2009年の8400万ドルまで減少）によるものだった。
2010年にソフィア・コッポラの映画『SOMEWHERE』に端役で出演。映画は第67回ヴェネツィア国際映画祭で金獅子賞を受賞した。

## 私生活
2007年1月、フロリダ州セントピーターズバーグで加重暴行の容疑で逮捕された。伝えられるところによると、2人はハウスパーティで他の人との格闘に入った。2人は執行猶予にされて賠償金の支払いを要求された。カリッサは2007年11月に過重暴行の容疑で逮捕された。
2010年7月のインタビューでカリッサは俳優サム・ジョーンズ3世との交際を始めたと明かした。また、彼とのセックステープを制作したとも述べた。同年8月、カリッサがハイディ・モンタグとのセックステープを制作し、スペンサー・ブラットがそのテープの販売を試みようとしていると報道された。カリッサはテープの存在は確認したが、プラットがそれを持っているかどうかは疑わしいと述べた。

## 出演
| 年     | 題名                   | 役名             | 備考             |
| ------ | ---------------------- | ---------------- | ---------------- |
| 2009年 | ガール・ネクスト・ドア | 本人             | エピソード14出演 |
| 2010年 | SOMEWHERE              | シンディとバンビ |                  |